# Esti Budapest
Esti Budapest (Budapest Vespertino en español) fue un periódico húngaro. Se publicaba diariamente (excepto los domingos) desde el 2 de abril de 1952 hasta el 23 de octubre de 1956.

## Historia y perfil
Esti Budapest se publicó por primera vez el 2 de abril de 1952. El periódico fue el sucesor del Vilagossag. Era un periódico vespertino y publicaba principalmente noticias relacionadas con el ocio y la cultura. El documento fue el órgano del Comité del Partido en Budapest del Partido de los Trabajadores Húngaros y del Ayuntamiento de Budapest.
Esti Budapest dejó de publicarse el 23 de octubre de 1956 y más tarde fue reemplazado por el Esti Hírlap.